# Pichot

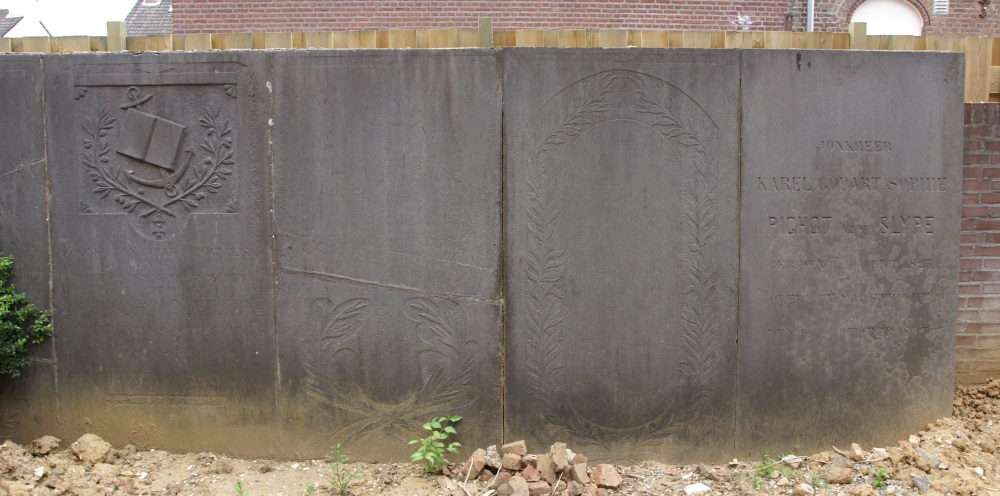
Grafstenen van de familie Pichot van Slijpe bij de Sint-Walburgakerk in Maastricht.

Pichot is de naam van een van oorsprong Frans hugenotengeslacht, waarvan twee broers begin achttiende eeuw via Amsterdam in de Nederlandse kolonie Suriname terechtkwamen. Volgende generaties keerden eind achttiende en begin negentiende eeuw deels terug naar Nederland. Afsplitsingen van de familienaam Pichot zijn Pichot van Slijpe en Pichot du Plessis. Een Surinaamse tak van het geslacht Pichot noemde zich vanaf eind achttiende eeuw Pichot L'Espinasse.. In 1911 werd het geslacht Pichot opgenomen in het Nederland's Patriciaat.

## Geschiedenis
De oudst bekende voorvaderen zijn de te Bergerac geboren Franse immigranten Isaac (ca. 1675-ca. 1724) en Daniel Pichot (1677-1732). Daniel Pichot stond in 1699 als lidmaat ingeschreven bij de Waalse Gemeente in Amsterdam. Vanaf 1703 verbleven Isaac en Daniel Pichot in Suriname, waar zij huwden met de zusjes Swart, Isaac met Sara en Daniel met Constance Alida. Daniel werd in 1717 benoemd tot Raad bij de Hoven van Politie en Justitie. Ook was hij korte tijd werkzaam als waarnemend gouverneur-generaal van de kolonie (1727/28). In 1731 vestigde hij zich weer in Amsterdam, waar hij ruim een jaar later overleed. 
De familie Pichot maakte haar fortuin in Suriname. Daniel Pichot (1708-1734), een zoon van Isaac, bezat vier plantages en was een invloedrijk man. Hij huwde in 1727 in Paramaribo Johanna Margaretha van Strijp (1706-1769). Na zijn vroege overlijden hertrouwde zij als rijke weduwe in 1737 Salomon du Plessis. Jan Willem Pichot (1730-1802), een kleinzoon van Isaac Pichot, was eveneens een succesvol plantagehouder en als Raad werkzaam bij de Hoven van Justitie en Politie. Diens enige zoon Ephraim Daniel Pichot (1753-1847), die reeds op zevenjarige leeftijd de kolonie verliet, koos voor een militaire loopbaan in Nederland en maakte daarna carrière als onder meer rechter, burgemeester/schepen van Maastricht en lid van de Provinciale Staten van Limburg. De officiële naamsveranderingen 'Pichot van Slijpe' en 'Pichot du Plessis' vonden plaats bij zijn kinderen.
De zesde zoon van Ephraim Daniel Pichot, Frederik Cornelis (Corneille) Marie Pichot (1784-1845), trouwde met Cornelia Eleonora van Slijpe (1784-1840), lid van de familie Van Slijpe, die vanaf 1835 het adellijk predicaat jonkvrouw droeg. Zij was een dochter van Johan Godard Cornelis van Slijpe (1757-1838). Deze werd in 1835 verheven in de Nederlandse adelstand en verkreeg het erfelijk predicaat jonkheer, zowel voor zichzelf, als ook voor zijn wettige nakomelingen. De adelsbrief bepaalde tevens, dat het predicaat na zijn overlijden zou overgaan op zijn kleinzoon Karel Godert Sophie Pichot (1825-1895), zoon van zijn dochter, die dus een andere achternaam had. Tegelijk met de toekenning van het predicaat werd de familienaam Pichot gewijzigd in 'Pichot van Slijpe'. Het adelspredicaat ging in 1838, na het overlijden van zijn grootvader, over op de nog minderjarige Karel Pichot van Slijpe. In 1969 zou de familie Pichot van Slijpe uitsterven. 
De familienaam 'Pichot du Plessis' ontstond kort na de doop van Ephraim Daniels jongste zoon, Salomon Reinier Marius Pichot (1789-1840). 'Du Plessis' werd aan zijn achternaam toegevoegd op verzoek van zijn aan de familie Pichot geparenteerde oudtante, tevens peettante, de Surinaamse plantagehoudster Susanna du Plessis (1739-1795), eigenares van Nijd en Spijt, wier familienaam 'du Plessis' met haar overlijden in 1795 zou uitsterven.

## Banden met Suriname
Zoals veel geslachten van Nederlandse en Hugenootse kolonisten in de zeventiende en achttiende eeuw, bezat de familie Pichot in Suriname diverse plantages (o.a. Lust en Rust) en waren slavenhouders. Ephraim Daniels vader Jan Willem Pichot en diens stiefvader Salomon du Plessis woonden eind achttiende eeuw in Amsterdam, maar hadden tal van bezittingen in de kolonie. Ephraim Daniel zelf erfde begin 1774 goederen van zijn grootmoeder van moederszijde, Susanna Nute, weduwe van Ephraim Comans Scherping. Zij bezat onder meer aandelen in de plantages 'Lust en Rust' en 'Parracabo'. De erfenis werd voor hem beheerd totdat hij door zijn huwelijk vervroegd volwassen werd. Hij heeft daarna zijn bezit willen verkopen, hetgeen hem eerst lukte per 1 mei 1782. 
Maakte de familie Pichot in de achttiende eeuw haar fortuin als bezitters van vier plantages en als bestuurders, in de negentiende eeuw schijnt zij zich naast bestuur allengs meer te hebben toegelegd op handel en administratie. 
Ephraim Daniel Pichot had omstreeks 1770 Suriname verlaten. Hij ambieerde een militaire carrière in de Staatse republiek. Interessant is dat twee van zijn zonen – Quirijn George en Carel Quirijn - het geboorteland van hun vader juist als hun toekomst zagen. Van Carel Quirijn (1782-1802) is weinig meer bekend dan dat hij als twintigjarige overleed in Paramaribo. In welke hoedanigheid hij daar werkzaam was, is vooralsnog onbekend. Dat geldt niet voor zijn oudere broer, die in de kolonie bekend stond als ‘Quirin’.

#### Quirin George Pichot

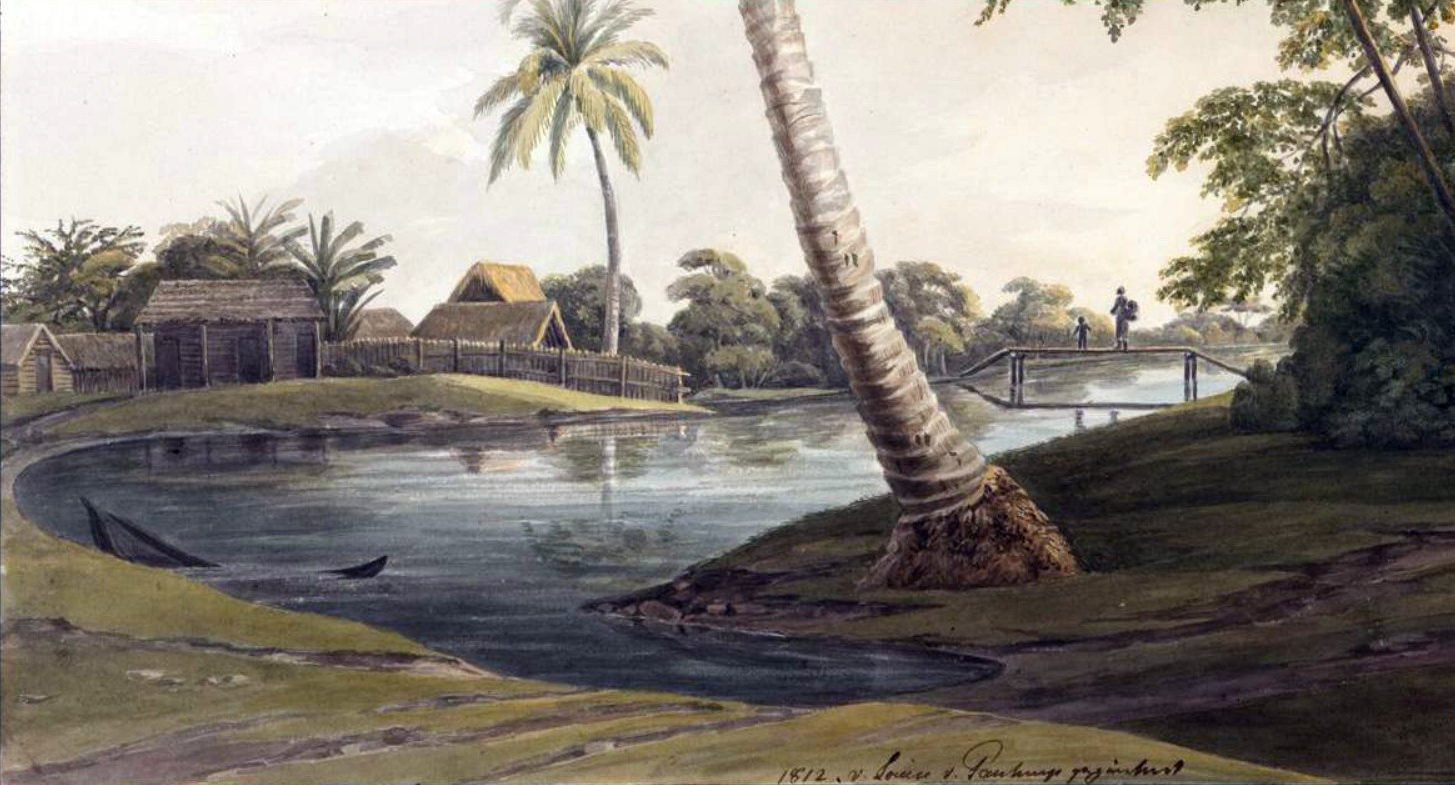
Slavenhutten bij een kreek op Nijd en Spijt, in 1812 geaquarelleerd door Louise van Panhuys, die zelf met haar man de plantages Nut en Schadelijk en Alkmaar beheerde

Wanneer Quirin George Pichot (Maastricht, 1776 - Nijmegen, 1834) arriveerde in Paramaribo, is niet bekend. Duidelijk is, dat hij daar in 1802 woonachtig was. Hij was een tijdlang in Paramaribo als commies verbonden aan 's Landsmagazijn  en het lijkt erop, dat hij zich definitief vestigde in de hoofdstad van de kolonie. Omstreeks 1810 was hij mede-eigenaar van twee handelshuizen die zich richtten op de Amerikaanse markt, namelijk de firma's 'Pichot & Kleine', en 'Pichot, Kleine & Co.' Zij hielden zich bezig met de import van levensmiddelen, tabak en vee, en de export van melasse door Noordamerikaanse scheepskapiteins. Beide ondernemingen werden in 1821 ontbonden. Quirin Pichot was gezien de akte van Volmacht uit 1802 al eerder op kleine schaal werkzaam als administrateur van een aantal plantages, maar na het afstoten van zijn belang in de twee handelshuizen, groeide het aantal cliënten. In 1818 had hij 13 plantages onder administratief beheer. Van Stipriaan telde er negentien. Hij heeft echter nooit een eigen plantage of aandeel daarin gehad.  In zijn functie als administrateur organiseerde hij ook de openbare verkoop van de jaarlijkse opbrengst van plantages. Daarnaast trad hij op als executeur testamentair. Op bestuurlijk vlak werd hij benoemd tot lid in het Hof van Politie en Kriminele Justitie (1822 en volgende) en lid van de gemeenteraad van Paramaribo (1828). Ook was hij lid van de Hervormde Gemeente en jarenlang ouderling. Quirin Pichot vertrok in april 1830 met zijn tweede echtgenote om gezondheidsredenen naar Nederland, waar hij zich vestigde op het landgoed Boschlust te Nijmegen. Hij stierf daar op 9 mei 1834. 
Zoals veel blanke (en ook gekleurde) inwoners van Paramaribo beschikte Quirin Pichot over een aantal tot slaaf gemaakten, mogelijk deels afkomstig van zijn ontbonden handelsondernemingen. Het bezit van slaven was in Suriname bijna onvermijdelijk gezien de samenstelling van de bevolking, waar ‘witte’ inwoners in de minderheid waren, de autochtone indianen niet voor blanken wilden werken en vrijgemaakt personeel nog lang zeldzaam was. Begin 1830 heeft Quirin Pichot voor enkelen van zijn tot slaaf gemaakten manumissie (vrijmaking) aangevraagd. 
Men kon in de negentiende eeuw in Suriname slaven niet zomaar vrij maken. De overheid stelde vanaf 1733 met het steeds weer aangepaste Manumissiereglement tal van voorwaarden aan een vrijlating. Zo was er de bepaling dat degene voor wie vrijlating werd aangevraagd, een beroep moest kunnen uitoefenen, of dat twee personen voor drie jaar voor hem/haar borg zouden staan, waarvoor een bedrag van ƒ 500 moest worden gestort. Bovendien moest de eigenaar belasting betalen in de vorm van ‘hoofdgeld’, in 1830 tweehonderd gulden per 'kop'.  Om manumissie te verkrijgen diende men een rekest te richten aan de Hooge Raad der Nederlandsche West-Indische Bezittingen, waarna de formaliteiten werden afgehandeld door de Algemeene Secretarie. Deze publiceerde het verzoek in de plaatselijke krant, waarna er zes weken op kon worden gereageerd. Had niemand bezwaar, dan werden de brieven van manumissie uitgereikt, was men vrij en kreeg (later: koos) een achternaam.
Quirin Pichot vroeg voor zijn vertrek uit de kolonie voor vier personen manumissie aan, namelijk voor de slavinnen Carolina en Nanette, ‘de neger Winst’ en de ‘mulattin Clasina’. Deze manumissies kostten hem dus achthonderd gulden, een aanzienlijk bedrag. 
Ofschoon Quirin Pichot in april 1830 naar Nederland vertrok, had hij nog wel belangen in de kolonie.  Hij organiseerde in maart 1830 een tweedaagse openbare verkoop van zijn bezittingen. Aanvankelijk vermeldden de advertenties hierover roerende goederen, waaronder slaven, en twee huizen met erf. Op de slotdag van de veiling wordt alleen nog het huis aan de Gravenstraat 49 genoemd. Het huis met erf aan de Heiligenweg 3 was waarschijnlijk reeds onderhands verkocht. Ook de slaven worden niet meer vermeld. Na zijn overlijden wordt zijn bezit in de slavenregisters opgetekend als ‘Boedel Q.G. Pichot’, met aanvankelijk tien, later negen namen. Zij zouden allen te eniger tijd hun vrijheid krijgen, de laatsten in 1861 en 1862, nog voor de Emancipatiewet van 1863.
Hoewel zijn vader zijn ‘eenige en beneficiaire erfgenaam’ was, werden na Quirin Pichots overlijden (1834) meerdere manumissies door derden aangevraagd. Waarschijnlijk had hij een deel van zijn tot slaaf gemaakten voor zijn vertrek in handen gegeven van derden, op voorwaarde van vrijlating op termijn. Deze ontwikkeling is mogelijk een verklaring voor de in 1835 herhaalde mededelingen in de pers, dat E.D. Pichot universeel erfgenaam was van Quirin Pichot.

#### Salomon Reinier Marius Pichot du Plessis

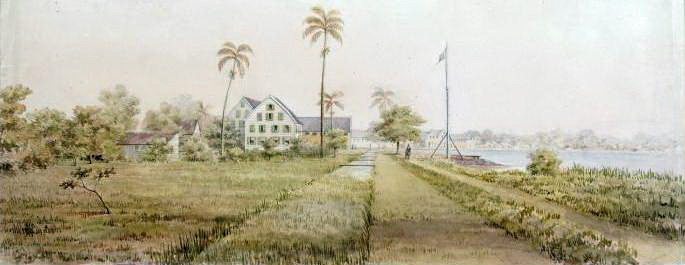
Buurplantages Nijd en Spijt en Alkmaar aan de Commewijnerivier in Suriname, ca. 1860. 'Nijd en Spijt' werd in 1795 eigendom van Salomon Reinier Marius Pichot; 'Alkmaar' was korte tijd in bezit van de Maastrichtenaar Willem Benjamin van Panhuys

De jongste zoon van Ephraim Daniel Pichot, Salomon Reinier Marius Pichot (1789-1840), kreeg als enige van de kinderen de naam 'du Plessis' aan zijn familienaam toegevoegd. Dit gebeurde op verzoek van zijn oudtante, tevens peettante,   Susanna du Plessis, die speciaal voor zijn doopplechtigheid uit Suriname naar Meerssen was overgekomen. Zij erfde niet alleen de vier plantages van haar vader Salomon du Plessis, maar tevens het bezit van haar broer Reinier Isaac du Plessis, oud-raad van den Hove Civile ende Justitie in Paramaribo. Zij was een halfzuster van Jan Willem Pichot, grootvader van de dopeling. Ondanks twee huwelijken had Susanna du Plessis zelf geen kinderen en haar familienaam 'du Plessis' zou bij haar overlijden uitsterven. Haar verzoek werd kort na de doopplechtigheid qualitate qua ingewilligd door haar broer ‘ten halven bedde’, Jan Willem Pichot, oud-raadsheer te Suriname en op dat moment in Nederland rechter. Bij haar dood zes jaar later (1795) liet Susanna du Plessis het grootste deel van haar vermogen – geschat op een waarde van 100.000 gulden –  waaronder de buitengewoon renderende koffie- en cacaoplantage Nijd en Spijt (met 500 akkers en 109 slaven) en het Huis Du Plessis in Paramaribo, na aan haar dan zesjarige achterneef Salomon. Susanna du Plessis is berucht geworden als slaven- en plantagehoudster, maar die reputatie is waarschijnlijk niet verdiend. Het beheer en de administratie van Salomons erfenis werden tijdens zijn hele leven verzorgd door enkele leden van de familie Pichot in Suriname, waaronder Q.G. Pichot en F.G. Pichot l'Espinasse. Zelf heeft hij Suriname nooit bezocht.

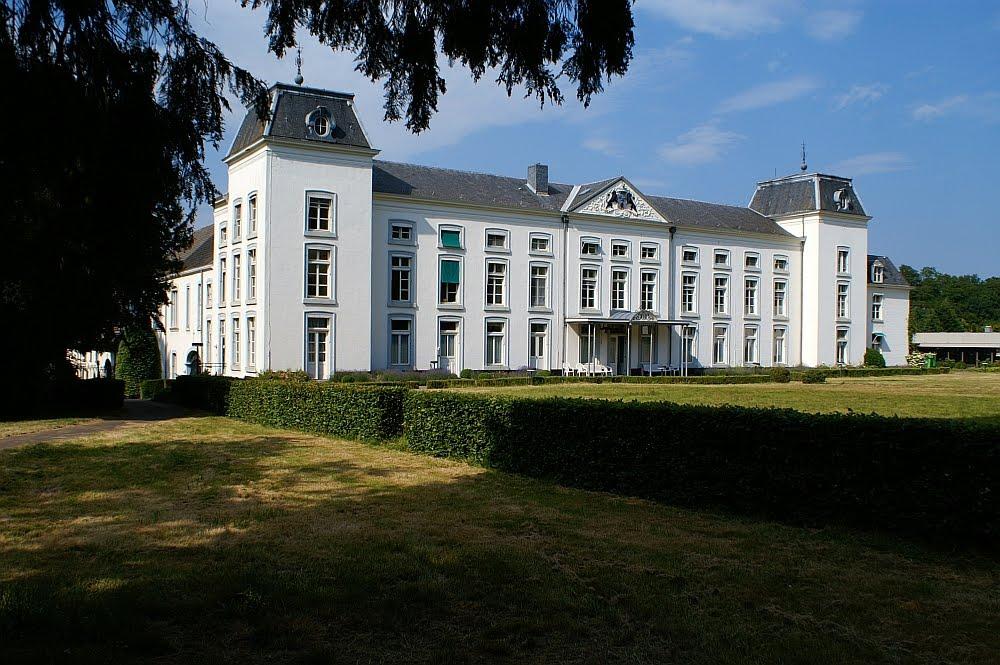
Huis Blankenberg in Cadier en Keer

Salomon Pichot du Plessis huwde in 1812 te Maastricht Sara Alexandrine Collard (ca. 1789-1831), dochter van een voormalige plaatselijke vice-hoogschout en kleindochter van een voormalige plaatselijke burgemeester. Hij kreeg met haar acht kinderen, waarvan er zes volwassen werden. Hij was rechter te Maastricht en burgemeester van Cadier en Keer. Naar het schijnt heeft hij de opbrengst van de plantage besteed aan het aankopen en herbouwen van het Huis Blankenberg aldaar. Na zijn overlijden (1840) verkocht zijn weduwe het huis (1841). Zijn kinderen erfden de plantage Nijd en Spijt. Ook de kinderen Pichot du Plessis bezochten nimmer Suriname. Zij zouden nog 23 jaar de revenuen trekken van de plantage, maar hadden er geen directe bemoeienis mee. Waarschijnlijk hebben zij zich nooit vragen gesteld over het reilen en zeilen van hun bezit. In 1863, ten tijde van de Emancipatiewet, waren zij ieder voor 1/6 deel eigenaar van de plantage. Interessant is, dat lang niet alle tot slaaf gemaakten voorstander waren van de Emancipatiewet. Zij werden namelijk niet gecompenseerd voor hun vrijmaking. In tegendeel, zij zouden nog tien jaar onder Staatstoezicht gebonden blijven aan hun status. Anderzijds kregen de eigenaren van tot slaaf gemaakten wel een vergoeding voor het verlies van hun 'bezit'. In Suriname was dat 300 gulden per 'kop'. De plantage Nijd en Spijt telde in 1863 99 slaaf gemaakten. De erven Pichot du Plessis werden gecompenseerd tot een bedrag van ƒ 22.000. Drie van hen woonden toen in Maastricht. Zij waren in 1863 de enige inwoners van die stad, die een connectie hadden met het bezit van tot slaaf gemaakten in Suriname.

## Enkele telgen, deels hierboven al genoemd
- Ephraim Daniel Pichot (1753-1847), rechter, schepen en medeburgemeester van Maastricht
  - Quirijn George Pichot (Maastricht, 1776 - Nijmegen, 1834), administrateur plantages en lid van het Hof van Politie in Suriname, huwde 1) Clasina Susanna Lemmers (Bergen op Zoom, ca. 1767-Paramaribo 1828);[36] 2) huwde op 22 maart 1829 Louise Henriette Spiering (Haarlem, 1792 - Haarlem, 1838)[noot 23] [38] Hij bleef kinderloos.
  - Frederik Corneille Marie Pichot (1784-1845); trouwde in 1814 met Cornelia Eleonora van Slijpe (1784-1840), dochter van  Jan Godard Johan Cornelis van Slijpe (1757-1838)
    - jhr. Karel Godert Sophie Pichot (1825-1895), vanaf 1838 Pichot van Slijpe, luitenant-ter-zee 2e klasse
      - jkvr. Cornelia Eleonora Johanna Petronella Pichot van Slijpe (1877-1969), laatste van het adellijke geslacht Pichot van Slijpe

  - Salomon Reinier Marius Pichot du Plessis (1789-1840), rechter te Maastricht, burgemeester van Cadier en Keer, bouwheer Huis Blankenberg, gehuwd met Sara Alexandrine Collard (ca. 1789-1831)